# Magnetkanon
- Övre vänster: Japansk mangetkanonprototyp.
- Övre höger: Skjutprov med magnetkanon av amerikanska flottan.

Magnetkanon (elektromagnetisk kanon) eller rälskanon (av engelska: railgun) är ett skjutvapen som använder  elektromagnetism för att skjuta iväg projektiler med mycket hög mynningshastighet. Jämte eldvapen använder magnetkanoner ingen traditionell explosiv drivladdning för framdrivning av projektiler, utan istället används två stycken elektrifierade skenor (engelska: rail, "räls") för riktning och acceleration av projektiler (jämför eldrör), varifrån namnet "rälskanon" kommer från.
Historiskt har magnetkanoner främst varit förpassad till science-fiction och experiment, främst på grund av dess stadsförbrukande elektriska behov, men i modern tid har diverse projekt antagits för a producera funktionella magnetkanoner i vapensyfte.

## Princip

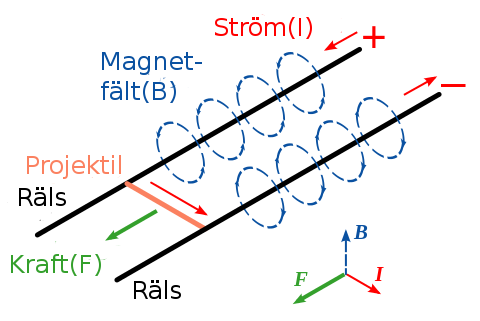
Principschema över en magnetkanon.

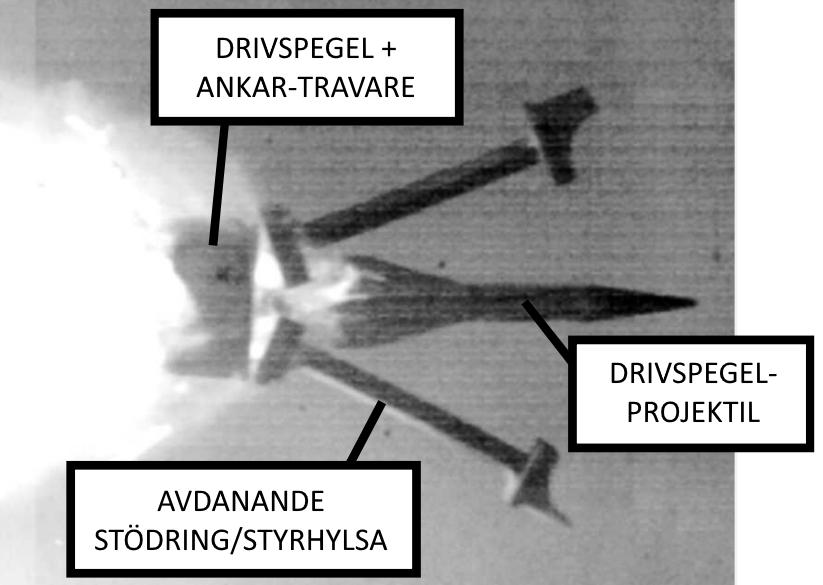
Japansk magnetkanonprojektil. Ankar-travaren leder strömmen mellan skenorna.

Principen för elektromagnetiska kanoner är en linjärmotorbaserad skjutanordning som använder elektromagnetisk kraft för att skjuta iväg projektiler från två stycken skenor. För skott placeras en drivspegelprojektil mellan skenorna, vars drivspegel löper som travare i var skenas ränna, varefter ström leds genom den ena av de två skenorna, genom drivspegeln och tillbaka genom den andra skenan vilket skapar ett magnetfält. Magnetfältet skapar i sin tur Lorentzkraft som får projektilen att accelerera till mycket hög hastighet. När projektilen lämnar skenorna bryts strömmen, varefter drivspegeln lossnar och projektilen far iväg med enorm utgångshastighet. Medan eldvapen har svårt att uppnå utgångshastigheter över 2000 meter per sekund (mach 5,9) kan magnetkanoner lätt överskrida utgångshastigheter om 3000 meter per sekund (mach 8,8).
Principskisser av tysken Joachim Hänsler, 1944

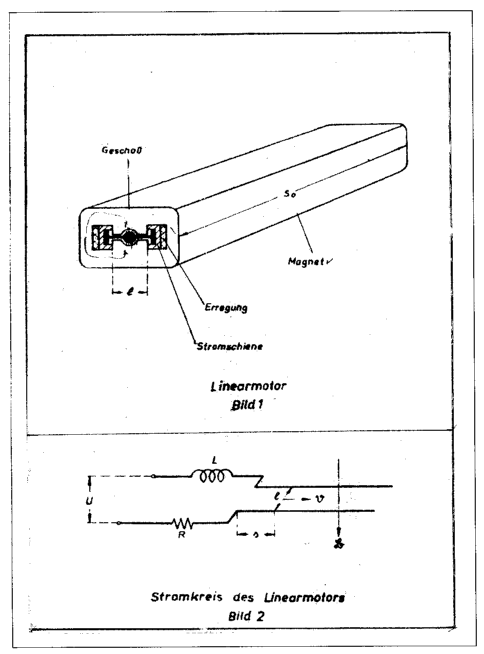
skenaggregat
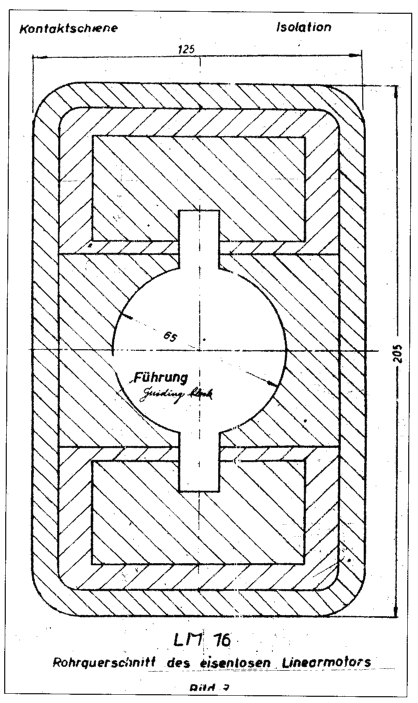
skensnitt
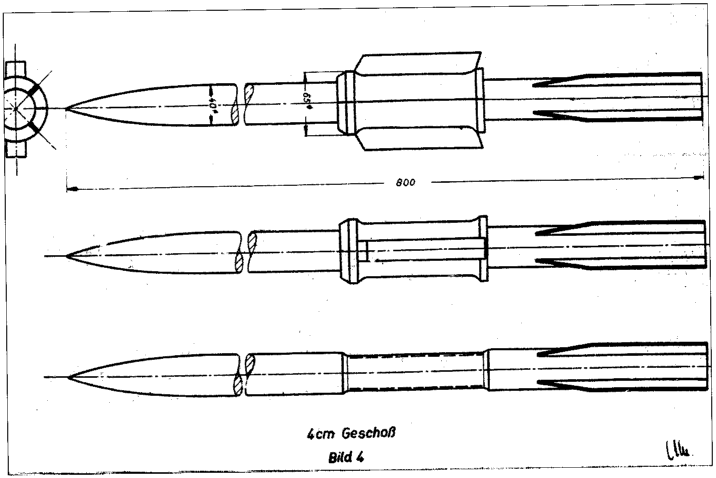
drivspegelprojektil med travare

## Namn
Det som i fiktionen och på engelska kallas railgun har inget ordentligt etablerat svenskt namn. Termen "elektromagnetisk kanon", som bland annat används på franska: canon électro-magnétique (kortform: canon électrique, "elkanon"), är ett tänkbart men otympligt begrepp, då i behov av en kortform (emk, emkan, em-kanon?). Förkortningar som "elkanon" och "magnetkanon" (magnetvapen) har föreslagits. Dessa begrepp är dock ej problemfria, eftersom de även kan beskriva spolkanon(en) (engelska: coilgun) och gausskanon(en) (engelska: gaussgun), etc.
Totalförsvarets forskningsinstitut (FOI) och Försvarets materielverk (FMV) har internt sedan viss period tillbaka använt begreppet "rälskanon", en direktöversättning av engelskans railgun. Detta är heller ej problemfritt eftersom rälskanon även kan beskriva järnvägsartilleri, dock ej lika avsevärt eftersom sådant varit föråldrat sedan andra världskriget. Alternativet "skenkanon", som kan ses som en förbättrad översättning från viss teknisk vinkel med avseende på att anordningen använder drivspegeln som "travare" (släde/gliddon), vilket traditionellt hophör med benämningen "skena", jämte hjul/rullager som hophör med benämningen "räls", är i sig problematisk eftersom skenkanon militärt kan avse skenmål av kanoner.
Oavsett problematiken har "magnetvapen" varit avsevärt vanligare än "rälskanon" bland svenska nyhetsartiklar i modern tid enligt kungliga bibliotekets dagstidningsarkiv, med 7 användningar 2013 och 10 användningar 2014, jämte ett resultat för "rälskanon" från 1987, där svenska dagbladet översatt railgun till "grovhuggen svenska". "Elektromagnetisk kanon" är dock det avsevärt vanligaste begreppet oavsett avsedd konstruktion (rälskanon, spolkanon, gausskanon), med 53 träffar mellan 1902 och 2014. Den tidigaste artikeln som beskriver en elektromagnetisk kanon med "skenor"  publicerades 8 januari 1934 i Trelleborgstidningen (1897–1954).

## Historia

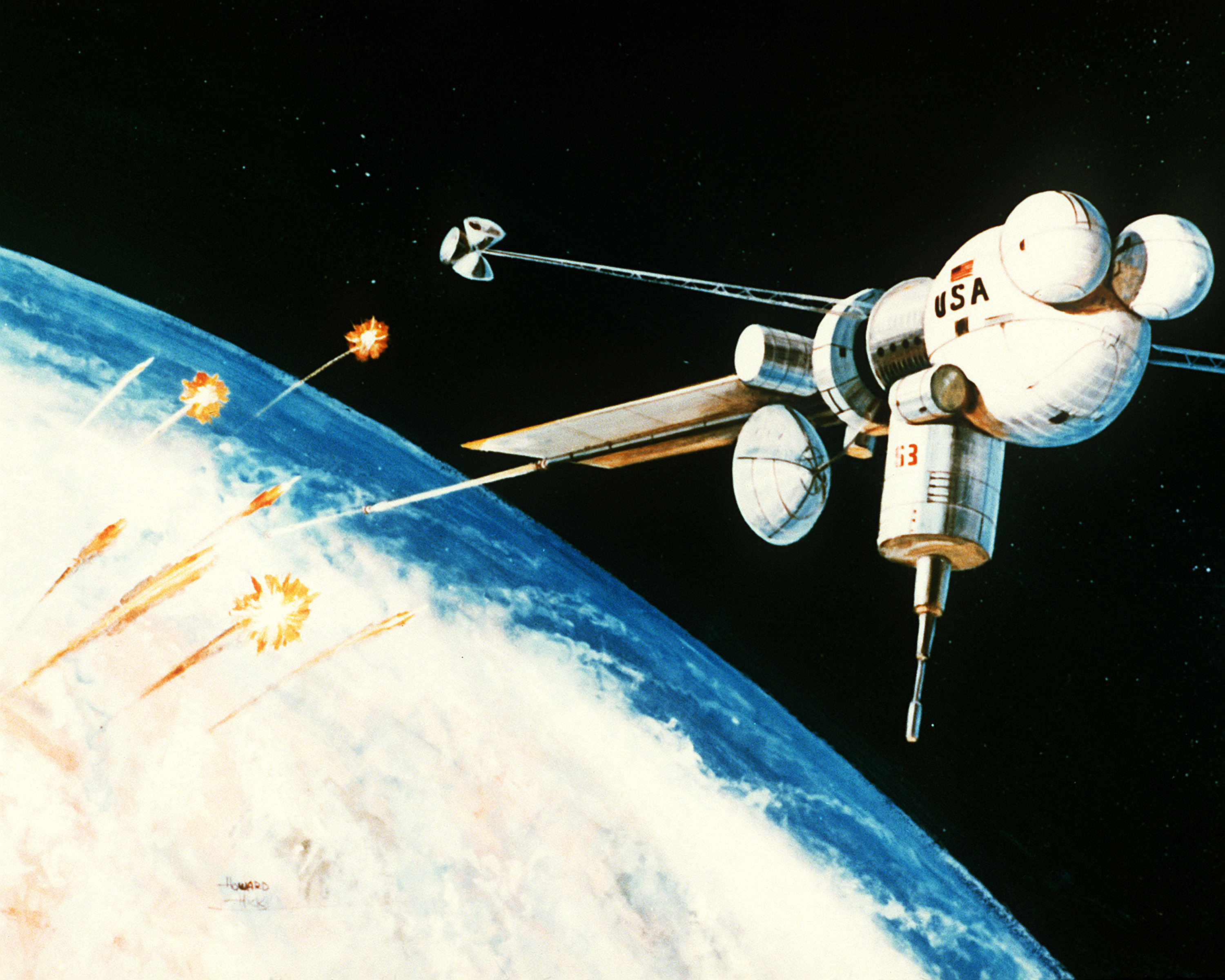
Konceptteckning av en magnetkanonbeväpnad försvarssatelit, 1984.

Konceptet för magnetkanoner har funnits på pappret under lång tid och en fungerande småskalemodell skapades 1917 av franske uppfinnaren André Louis Octave Fauchon-Villeplée och det franska batteriföretaget "Tudor Ackumulator Aktiebolag" (franska: Société anonyme des accumulateurs Tudor). Tekniken är dock dyr och svårutvecklad, varav magnetkanoner under mycket lång tid var förpassad till science-fiction och experiment.
Sedan 1990-talet har dock det militära intresset för magnetkanoner ökat och i modern tid förekommer flera militära utvecklingsprojekt av magnetkanoner. Den avsevärt högre potentiella projektilhastigheten jämte konventionellt eldrörsartilleri gör magnetkanoner eftertraktade som örlogsbeväpning mot inkommande sjömålsrobotar och dylikt.
2010 rapporterade tidningen Ny Teknik att en magnetkanon gjort ett rekordskott där man lyckats nå en mynningshastighet på 9000 km/h (nästan 8 gånger ljudets hastighet) och att man beräknar kunna skjuta en 10 kilos projektil 20 mil med magnetkanon, vilket är 20 gånger längre än med konventionellt eldrörsartilleri. Detta kräver dock en urladdning på 30 megajoule.

## Bilder

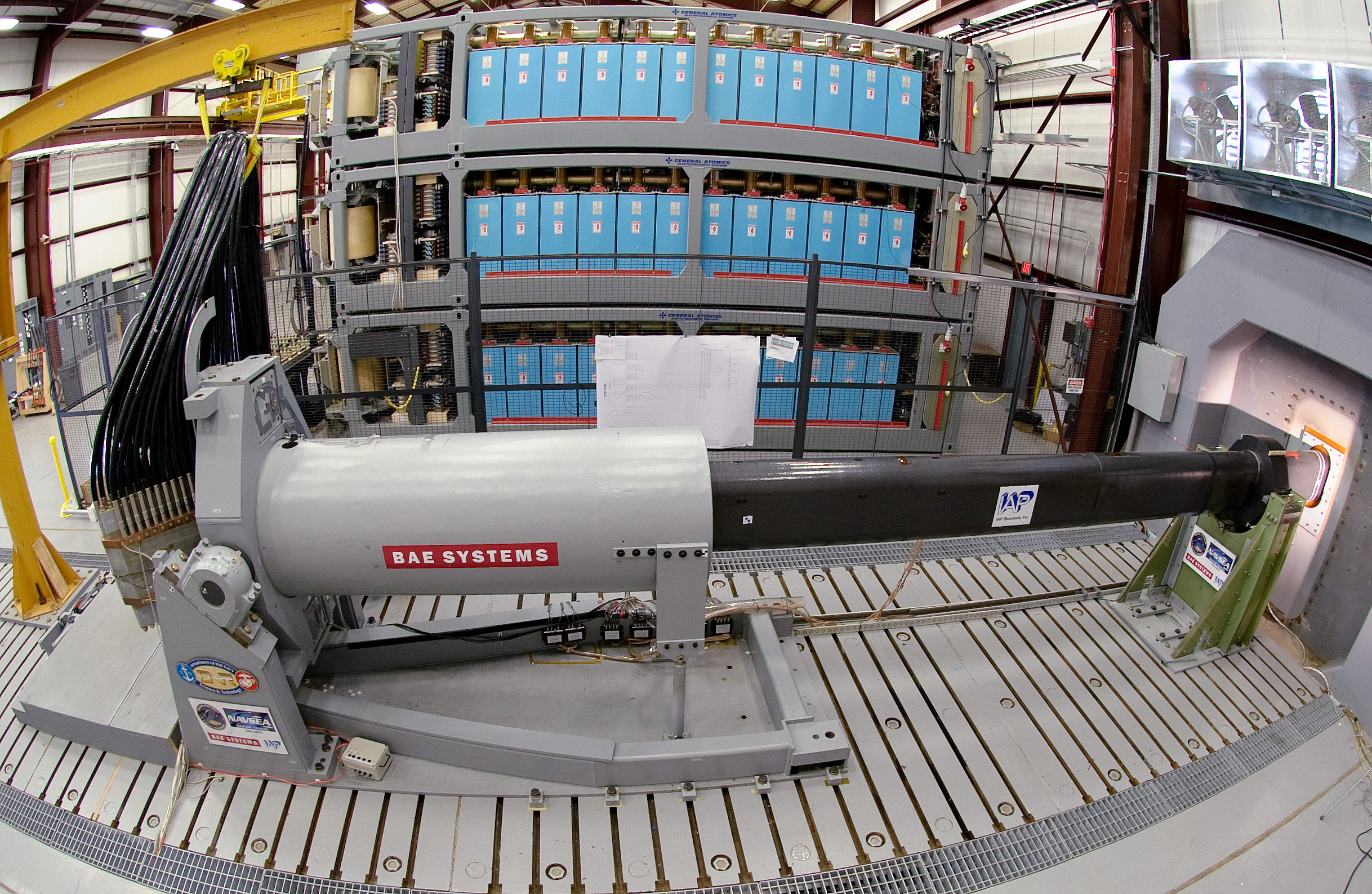
Magnetkanonprototyp av BAE Systems i "skjutbock". Notera högen batterier i bakgrunden.
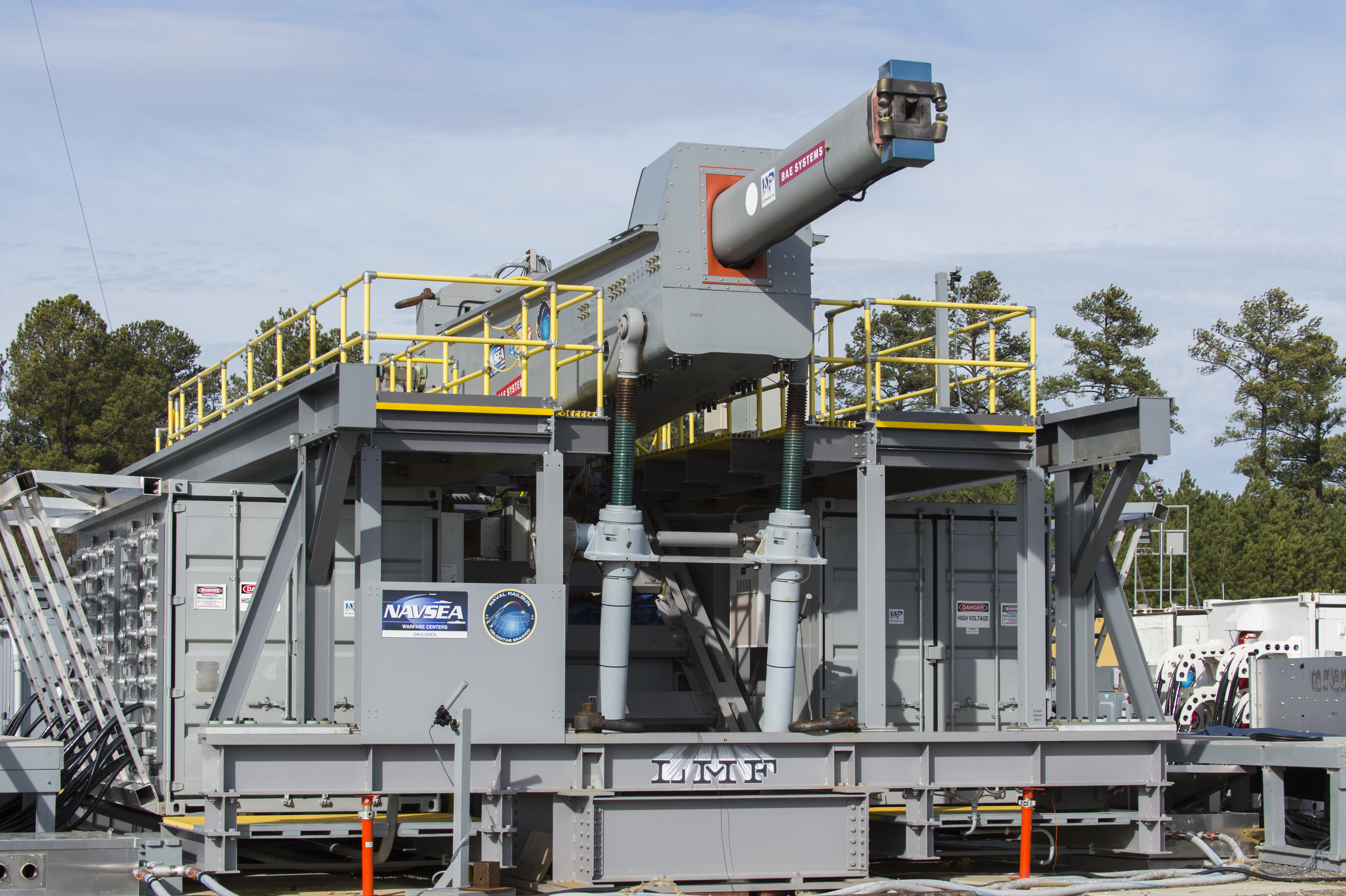
Magnetkanonprototyp av BAE Systems i "provbock".
- Video av skjutprov med magnetkanon av amerikanska flottan, 2008.

### Webbkällor
- ”Så fungerar en magnetkanon”. TT Nyhetsbyrån. tt.se. 18 april 2014. https://app.tt.se/grafikobjekt/graphic/gf162614. Läst 6 mars 2023.